# إيشيم
إيشيم (بالروسية: Ишим) هي إحدى مدن روسيا في الكيان الفدرالي الروسي تيومين أوبلاست.

## المناخ
يظهر الجدول التالي التغييرات المناخية على مدار السنة لإيشيم:
| الشهر                             | يناير        | فبراير       | مارس        | أبريل       | مايو        | يونيو       | يوليو       | أغسطس       | سبتمبر      | أكتوبر      | نوفمبر      | ديسمبر       | المعدل السنوي |
| --------------------------------- | ------------ | ------------ | ----------- | ----------- | ----------- | ----------- | ----------- | ----------- | ----------- | ----------- | ----------- | ------------ | ------------- |
| متوسط درجة الحرارة الكبرى °م (°ف) | −13.8 (7.2)  | −12.5 (9.5)  | −4.2 (24.4) | 7.5 (45.5)  | 17.1 (62.8) | 22.7 (72.9) | 24.3 (75.7) | 20.9 (69.6) | 15.4 (59.7) | 5.3 (41.5)  | −4.8 (23.4) | −10.6 (12.9) | 5.6 (42.1)    |
| المتوسط اليومي °م (°ف)            | −18.3 (−0.9) | −17.2 (1.0)  | −9.3 (15.3) | 2.6 (36.7)  | 11.0 (51.8) | 16.8 (62.2) | 18.9 (66.0) | 15.8 (60.4) | 10.2 (50.4) | 1.5 (34.7)  | −8.6 (16.5) | −14.8 (5.4)  | 0.7 (33.3)    |
| متوسط درجة الحرارة الصغرى °م (°ف) | −22.7 (−8.9) | −21.9 (−7.4) | −14.2 (6.4) | −2.2 (28.0) | 5.0 (41.0)  | 10.9 (51.6) | 13.6 (56.5) | 10.7 (51.3) | 5.3 (41.5)  | −2.2 (28.0) | −12.3 (9.9) | −18.9 (−2.0) | −4.1 (24.7)   |
| الهطول مم (إنش)                   | 17 (0.7)     | 13 (0.5)     | 12 (0.5)    | 25 (1.0)    | 31 (1.2)    | 57 (2.2)    | 70 (2.8)    | 57 (2.2)    | 40 (1.6)    | 31 (1.2)    | 24 (0.9)    | 18 (0.7)     | 395 (15.5)    |
| المصدر:                           |              |              |             |             |             |             |             |             |             |             |             |              |               |

## أعلام
- بوريس شاخلين